# Roodstuitdikbekje
Het roodstuitdikbekje (Sporophila hypochroma) is een zangvogel uit de familie Thraupidae (tangaren). De soort werd in 1915 door de Amerikaanse ornitholoog Walter Edmond Clyde Todd geldig beschreven.

## Verspreiding en leefgebied
Deze soort komt voor in oostelijk Bolivia, Paraguay, zuidwestelijk Brazilië en noordoostelijk Argentinië.